# تيمو أندريه باكن
تيمو أندريه باكن (بالنرويجية البوكمول: Timo André Bakken)‏ هو متزحلق نرويجي، ولد في 21 مارس 1989 في نيدره آيكر في النرويج.

## وصلات خارجية
- تيمو أندريه باكن على موقع الاتحاد الدولي للتزلج (التزلج الريفي) (الإنجليزية)